# Les Immortels (livre)
Les Immortels est la suite de La Guerre du phrax, le dernier livre de la saga des Chroniques du bout du monde, de Paul Stewart et Chris Riddell. Il est paru le 2 mars 2011 en France

## Résumé
Dans ce deuxième livre, Nathan part à la cité de la nuit, à la Fontaline pour sauver Evdokia puis va au bout de la Falaise avec l'Archemax pour retrouver le frère du professeur. Sa route croise celle des trois Immortels (Quint, Spic et Rémiz) ainsi que celle du terrible complot du Luminard. La dernière carte de ce livre donne un aperçu de la falaise dans son ensemble et laisse imaginer ce qu'il y a en bas.